# Bassmint Productions
Bassmint Productions (Más tarde conocido como Soul Intent en 1992), era un grupo underground de Hip Hop y New Jack Swing estadounidense formado en Detroit, Míchigan en el año 1989. Bassmint Productions constaba principalmente de los raperos: Eminem (En ese tiempo conocidos como M&M), Chaos Kid y Vitamin C (También conocido como Caucasian Pimp)... Y los productores gemelos: Manix y D.J. Butter Fingers (También conocido como D.J. Butteh Fingiz) con ayuda del previamente mencionado Vitamin C.  
Algunos otros artistas los cuales colaboraron múltiples veces con la banda serían: Maximum (También mas tarde conocido como Proof), Champtown, MC Howard Funk, Delirious D y V-Top.  
Como Bassmint Productions no tenía suficiente dinero para el tiempo de estudio, comenzó su propio sello (Bassmint Recordings) que solo duró de 1989 a 1995, con el cual lanzaron la mayoría de sus trabajos bajo ese sello de forma independiente.  
La banda no llego a tener mucho éxito comercial durante su periodo de actividad (Pero si llegaron a tener múltiples apariciones públicas), pero el interés del público en la banda resurgió tras que uno de sus miembros principales: Eminem, llego a volverse uno de los raperos más populares y vendidos de la historia de Hip Hop, siendo los trabajos previamente poco conocidos de la banda vendidos o publicados en el internet. 
El grupo lanzó varias cintas de demostración, incluyendo Steppin' On To The Scene, Still In The Bassminty Soul Intent.

## Historia

### New Jacks
Un joven Marshall Bruce Mathers III (en ese tiempo bajo el nombre artístico: MC Double M) conoció a D.J. Butter Fingers el Octubre de 1988, gracias a que ambos tenían un amigo mutuo conocido bajo el nombre de: MC Howard Funk.
Los dos decidieron formar una banda juntos la cual la llamaron: New Jacks (Basada en el nombre de un subgenero de Hip-Hop llamado New Jack Swing), siendo MC Double M y D.J. Butter Fingers los únicos miembros pertenecientes de la banda. Este grupo solo llego a poder lanzar un EP auto-titulado a finales de 1988 de forma independiente.

### Formacion
En 1989, tras que Manix conoció a Chaos Kid y poco después a Eminem gracias a su hermano gemelo, tanto Manix y D.J. Butter Fingers vieron el talento que tenían los dos como raperos y decidieron añadir unos nuevos miembros a la banda, los cuales incluían a Vitamin C (siendo un buen amigo de los dos gemelos), el jove rapero Chaos Kid y Manix, los cuales se renombraron a: Bassmint Productions debido al hecho de que grababan y producían su música en el sótano de la madre de Marshall. 
Durante sus años de actividad la banda -Segun Manix- tuvo de ir por las calles de Detroit para parar en quioscos y promocionar o vender sus casetes con su música. También en múltiples ocasiones estuvieron en peligro debido a ser raperos blancos durante una era en donde ser un rapero blanco no tenían muy buena fama, Principalmente a causa de raperos blancos como Vanilla Ice y Marky Mark los cuales consiguieron una mala reputación, causando que recibieran bastante odio por las razones previamente mencionadas, a la vez debido al sonido único de sus canciones el cual acabó siendo el mismo tipo de canciones las cuales la futura banda de Eminem: D12 acabaría popularizando varios años más tarde.

### Después de Soul Intent
La banda tras lanzar su EP auto-titulado en 1995, poco despues se acabaría disolviendo por razones desconocidas, siendo posiblemente debido a la falta de dinero que sufría constantemente la banda tras que ninguno de sus proyectos llegaron a tener éxito comercial.
Más tarde en ese mismo año tras la disolución de Soul Intent; M&M pasaría a llamarse Eminem para comenzar su carrera en solo, en donde tras lanzar su álbum debut: Infinite (el cual fue un fracaso comercial), eventualmente lanzó su EP en 1998: Slim Shady EP, el cual lo llevo a su firma en Aftermath Entertainment y en volverse uno de los raperos más populares y respetados en la comunidad del Hip Hop. 
Maximum cambio su nombre artístico a Proof entre 1993 a inicios de 1995, para poco a poco volverse un rapero famoso y respetado en la comunidad del Hip-Hop, colaborando en muchas ocasiones con Eminem desde entonces. Tanto como Eminem y Proof decidieron formar una banda en 1997 llamada: D12, la cual está vez fue un éxito tanto crítico como comercial llegando a durar hasta el año 2018.
En cambio, Chaos Kid decido formar una banda de Rock llamada: The Some of Wizdum, inspirada por otras bandas de rock como Nirvana y Rage Against The Machine, en donde también cambio su nombre artístico a Santiago Snafu. Se cree que Chaos Kid mandaba cartas a Eminem diciendole: "Por qué te olvidaste de nosotros?", en referencia a un pacto que hicieron entre ellos durante sus tiempos en Bassmint Productions, diciendo que si uno de ellos se volviera popular, el ayudaría a los otros. Al final se teoriza que Eminem llego a responder a Chaos Kid y llegaron a hacer las paces entre los dos. 
Se conocé que D.J. Butter Fingers continuó trabajando como artista musical hasta 1998 y que actualmente sigue estando en contacto con Eminem, aún que -según D.J. Butter Fingers- no está interesado en continuar haciendo música. Actualmente D.J. Butter Fingers está activo en Youtube en donde se dedica a publicar canciones previamente desconocidas y desmentir algunos rumores o mitos incorrectos de la banda.
No se tiene mucha información al respecto de que ocurrió con los otros miembros o amigos de la banda, como Delirious D., Vitamin C, Manix, etc...
Años más tarde el 11 de Abril de 2006, Proof sería asesinado de un tiro a la cabeza debido a que ocurrio una discusión entre el rapero y otro grupo de Rap, el cual resultó en un tiroteo en el Club Nocturno de Detroit: Triple C. Proof sería hospitalizado, pero poco después acabaría sucumbiendo a sus heridas.
El 28 de Septiembre de 2011, Chaos Kid acabaría suicidándose debido a que padecia de problemas mentales graves (como la Esquizofrenia), lo cual eventualmente lo llevaría a que se quite su propia vida.
El 19 de Octubre de 2021, Manix sufriría un paro cardiaco el cual eventualmente causaría su muerte.

## Integrantes
- M&M - Voz (1989 - 1995)
- Chaos Kid - Voz (1989 - 1995)
- Vitamin C - Programación, Voz (1989 - 1995)
- D.J. Butter Fingers - Tornamesas (1989 - 1995)
- Manix - Sampler (1989 - 1995)

## Discografía

### Álbumes
- 1990: Under New Management / Cold Room On This Defin' Tape

### EPs
- 1989: New Jacks
- 1990: Steppin' On To The Scene
- 1992: Still In The Bassmint
- 1993: The M&M Solo Tape
- 1993: If Only I Could Turn Off The Sun...
- 1995: Soul Intent

### Sencillos
- 1995: F%#@!in Backstabber (Radio Edit) (Ft. Proof)

### Miscelaneo
- 2014: The Most Suckerish
- 2014: Bassmint '91